# Mouhammad Akbar Khan
Shahzada Mouhhamad Akbar Khan fut un prince afghan de la dynastie des Durrani du XVIIIe siècle.
Mouhammad Akbar était le second fils du Prince Mouhammad Khan et petit-fils de Abdoullah Khan, Shah de Hérat et Chef du Clan Abdali. Nous ne savons que très peu de choses sur sa vie, toutefois, nous savons qu'il se rangea du côté de Souleyman Khan, le jeune frère de Timour Shâh d'Afghanistan, lors de sa révolte de 1772.
Mais ce dernier se résigna quand Timour rentra à Kandahar l'année suivante et Mouhammad Akbar Khan dut se soumettre avec lui au roi d'Afghanistan. Mais il ne s'arrêta guère là car en mars 1775, il fit une révolte et se proclama Roi à Hérat. Il tenta de prendre la ville de Kandahar mais fut finalement emprisonné dans la forteresse de Bala Hissar, à Kaboul.